# Joe Prunty
Joe Prunty (Sunnyvale, 12 de fevereiro de 1969) é um treinador norte-americano de basquete profissional que atualmente é o assistente técnico do Milwaukee Bucks na National Basketball Association (NBA). Anteriormente, ele foi assistente técnico e treinador interino do Atlanta Hawks. Ele também foi o treinador da Seleção Britânica de Basquetebol de junho de 2013 até setembro de 2017.

## Começo de carreira
Prunty nasceu em Sunnyvale, Califórnia, e se formou no Fremont High School. Ele jogou basquete universitário no De Anza College em Cupertino, Califórnia, antes de obter um diploma de bacharel em Comunicação de Mídia na Universidade Politécnica Estadual da Califórnia. Prunty iniciou sua carreira como treinador em 1992 em San Diego, Califórnia, treinando na San Diego High School e na St. Augustine High School. Durante seu tempo como treinador de ensino médio, entre seus jogadores estavam o ex-treinador do Sacramento Kings, Luke Walton, o ex-jogador do Chicago Cubs, Mark Prior, e o ex-jogador do Chicago White Sox, Carlos Quentin. Antes de se tornar treinador profissional de basquete, ele trabalhou como vendedor de cervejas para os produtos da Anheuser-Busch em San Diego.

## Carreira profissional
Enquanto era treinador no ensino médio, o ex-treinador da Universidade de San Diego, Hank Egan, informou a Prunty sobre uma possível vaga no San Antonio Spurs. Com base nessa dica, Prunty se juntou à equipe de treinadores dos Spurs como coordenador de vídeo assistente. Ele saiu brevemente em abril de 1997 para se tornar assistente técnico na Universidade de San Diego, mas retornou aos Spurs para a temporada de 1997–98, sendo eventualmente promovido a assistente técnico em 2000. Durante seu tempo com os Spurs, a equipe conquistou títulos em 1999, 2003 e 2005.
Em 2006, ele deixou San Antonio para se tornar assistente técnico do Dallas Mavericks, integrando a equipe do ex-jogador dos Spurs, Avery Johnson. O time chegou às Finais da NBA de 2006, mas perdeu para o Miami Heat em seis jogos. A equipe terminou a temporada de 2006–07 com o melhor recorde da liga, liderada pelo MVP, Dirk Nowitzki, mas foi surpreendida na primeira rodada dos playoffs pelo Golden State Warriors de Don Nelson. Prunty deixou os Mavericks e foi para o Portland Trail Blazers em 2008, quando Avery Johnson foi demitido e substituído por Rick Carlisle.
Enquanto Prunty fazia parte da equipe de treinadores dos Trail Blazers, o time teve temporadas consecutivas com 50 vitórias pela primeira vez desde as temporadas de 1999–2000 e 2000–01. Ele também atuou como treinador principal dos Blazers durante a Summer League em 2008 e 2009. Prunty se juntou ao Cleveland Cavaliers como assistente técnico em 2010, passando três temporadas como membro da equipe de Byron Scott. Em 20 de agosto de 2013, ele foi contratado como assistente técnico pelo Brooklyn Nets. O treinador principal dos Nets, Jason Kidd, foi suspenso por dois jogos no início da temporada e Prunty atuou como treinador interino no jogo de abertura da temporada contra os Cavaliers e no jogo de abertura em casa contra o Miami Heat. O time teve um recorde de 1–1 nesses jogos, com uma derrota para o Cleveland e uma vitória contra o Miami.
Kidd deixou os Nets para ir para o Milwaukee Bucks em 2014 e Prunty se juntou a ele. Em 23 de dezembro de 2015, Prunty foi nomeado treinador interino por 17 jogos enquanto Kidd se submetia a uma cirurgia no quadril. O time teve um recorde de 8–9 nesse período, uma melhora significativa após começar a temporada com 10–18. Sob a liderança de Prunty, o time jogou em um ritmo mais rápido com maior ênfase em rebotes ofensivos, resultando em uma melhoria significativa na classificação ofensiva. Os Bucks chegaram aos playoffs na temporada de 2016–17, mas perderam para o Toronto Raptors em seis jogos. Após começar a temporada de 2017–18 com um decepcionante recorde de 23–22 e cair para a oitava posição na Conferência Leste, o treinador Kidd foi demitido e Prunty foi nomeado treinador interino em 22 de janeiro de 2018. Após vencer esse jogo, o time melhorou o suficiente para garantir a 7ª posição da Conferência Leste e uma vaga nos playoffs, enfrentando o Boston Celtics na primeira rodada. Embora Milwaukee tenha sido competitivo durante a série, acabou perdendo a primeira rodada por 4–3. Prunty permaneceu com os Bucks até 17 de maio, quando Mike Budenholzer foi nomeado como seu substituto.
Em 27 de junho de 2018, Prunty foi contratado pelo Phoenix Suns como assistente técnico. Ele, junto com outros assistentes dos Suns, foi dispensado em abril de 2019, após a demissão do treinador principal Igor Kokoškov. Ele não treinou na NBA nas duas temporadas seguintes, mas atuou como treinador da Seleção Americana durante a terceira janela de qualificação para a Copa América de 2022 em fevereiro de 2021. Em 23 de junho de 2021, o treinador dos Suns, Monty Williams, creditou Prunty como uma parte da inspiração para uma jogada vencedora da Conferência Oeste, uma alley-oop em um arremesso de lateral entre Jae Crowder e Deandre Ayton.
Em 23 de julho de 2021, o Atlanta Hawks anunciou que Prunty se juntaria à equipe de Nate McMillan como assistente técnico. Com McMillan e o assistente principal Chris Jent entrando nos protocolos de saúde e segurança, Prunty atuou como treinador interino em três jogos em janeiro de 2022. O time teve um recorde de 1–2 nesse período, garantindo uma vitória por 108–102 contra o Sacramento Kings em 5 de janeiro. Com a saída de Jent durante a intertemporada, Prunty foi nomeado assistente principal da equipe no verão de 2022. Para a dramática vitória dos Hawks na prorrogação por 123–122 contra o Chicago Bulls em 11 de dezembro de 2022, Prunty desenhou a jogada que levou AJ Griffin a converter um arremesso decisivo com 0,5 segundos restantes no relógio. Após a demissão de McMillan, ele foi nomeado treinador interino em 21 de fevereiro de 2023. O time teve um recorde de 2–0 durante seu período como treinador interino, com vitórias sobre o Cleveland Cavaliers e o Brooklyn Nets. Em 26 de fevereiro, o período de Prunty como treinador interino chegou ao fim quando Quin Snyder foi nomeado treinador principal dos Hawks.
Em 28 de junho de 2023, foi revelado que Prunty retornaria ao Milwaukee Bucks como assistente técnico, integrando a equipe de Adrian Griffin. Em 23 de janeiro de 2024, Prunty foi nomeado treinador interino dos Bucks, após a demissão de Griffin. Prunty atuou como treinador interino em três jogos, até que o time contratou Doc Rivers como treinador principal.

## Carreira internacional
Prunty foi nomeado treinador da Seleção Britânica de Basquetebol em junho de 2013, após um extenso processo de entrevistas seguinte à renúncia de Chris Finch. A escolha foi inicialmente um tanto controversa, pois Prunty tinha pouca experiência anterior em trabalhos internacionais. A primeira campanha de Prunty como treinador da seleção foi no verão de 2013. Apesar de estar sem os jogadores principais como Luol Deng, Ben Gordon, Joel Freeland e Pops Mensah-Bonsu, Prunty começou seu mandato com uma vitória por 61–55 sobre Porto Rico em um amistoso na The Copper Box Arena, em Londres. A equipe conseguiu uma vitória dramática na prorrogação sobre Israel em seu primeiro jogo no Eurobasket de 2013. No entanto, a Grã-Bretanha terminou a fase de grupos com um recorde de 2–3, não sendo suficiente para avançar. Devido a esse resultado, o UK Sport cortou o financiamento para a equipe.
Apesar do futuro da seleção britânica parecer sombrio devido às restrições orçamentárias, Prunty permaneceu como treinador enquanto a equipe tentava se qualificar para o Eurobasket de 2015. O corte no financiamento significou que a equipe não podia arcar com os custos de seguro necessários para recrutar jogadores de alto nível, teve que cancelar os treinos e os jogadores precisavam dormir em camas de dormitório e viver com £15 por dia. Após derrotas para a Bósnia e a Islândia, a equipe não conseguiu se qualificar para o torneio.
Com o financiamento da Sport England, a equipe começou em 2016 a se preparar para se qualificar para o Eurobasket de 2017. Seu recorde de 3–3 em seu grupo foi o suficiente para garantir que fossem um dos quatro melhores segundos colocados em todos os grupos de qualificação. No torneio de 2017, acabaram em um grupo muito difícil, enfrentando Bélgica, Letônia, Rússia, Sérvia e os anfitriões Turquia. Apesar de manter a maioria dos jogos próximos, a equipe terminou com um recorde de 0–5 no torneio e não conseguiu avançar para a fase de mata-mata.
Devido às mudanças feitas pela FIBA no processo de qualificação para a próxima Copa do Mundo e Olimpíadas que entravam em conflito com a NBA, Prunty foi forçado a deixar o cargo de treinador da Grã-Bretanha após o Eurobasket de 2017. Sob a liderança de Prunty, a equipe teve um recorde geral de 12–42, com um recorde de 5–15 em jogos da FIBA. Apesar do desempenho abaixo das expectativas, Prunty é creditado por criar uma cultura de comunicação próxima dentro da equipe que manteve o programa em funcionamento durante períodos difíceis, com pelo menos um jogador afirmando que não teria considerado jogar pela equipe sem Prunty como treinador principal.

## Estatísticas como treinador principal
| Ano      | Time      | Temporada regular | Temporada regular | Temporada regular | Temporada regular | Temporada regular     | Pós-Temporada | Pós-Temporada | Pós-Temporada | Pós-Temporada | Pós-Temporada             |
| Ano      | Time      | J                 | V                 | D                 | %                 | Classificação         | J             | V             | D             | %             | Resultado final           |
| -------- | --------- | ----------------- | ----------------- | ----------------- | ----------------- | --------------------- | ------------- | ------------- | ------------- | ------------- | ------------------------- |
| 2017–18  | Milwaukee | 37                | 21                | 16                | .568              | 3º na Divisão Central | 7             | 3             | 4             | .429          | Perdeu na Primeira Rodada |
| 2022–23  | Atlanta   | 2                 | 2                 | 0                 | 1.000             | (Interino)            | —             | —             | —             | —             | —                         |
| 2023–24  | Milwaukee | 3                 | 2                 | 1                 | .667              | (Interino)            | —             | —             | —             | —             | —                         |
| Carreira | Carreira  | 42                | 25                | 17                | .745              |                       | 7             | 3             | 4             | .429          |                           |